# Мистецтво Боснії і Герцеговини

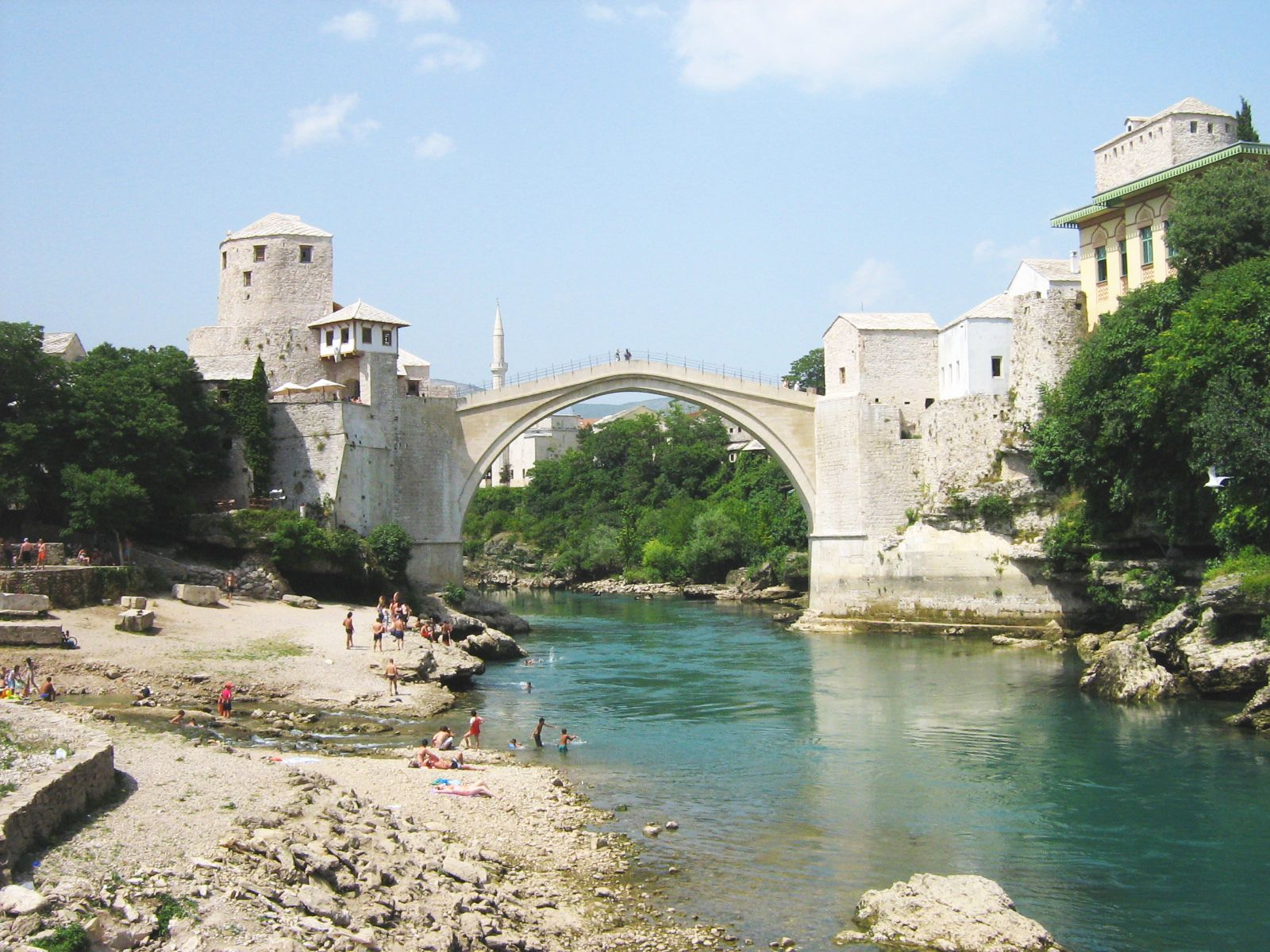
Старий міст в Мостарі, +1557. Світова спадщина ЮНЕСКО

Мистецтво Боснії і Герцеговини — мистецтво народів, що населяли державу Боснія і Герцеговина (босняків, сербів і хорватів) з доісторичних часів і до наших днів.

## Найдавніша спадщина

### Передісторія

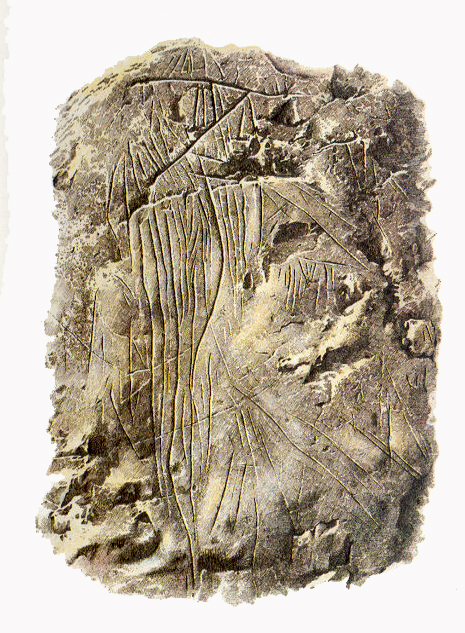
«Кінь, атакований стрілками», гравіювання в печері Badanj біля Столаця, 14000 р. до н. е.

У межах нинішньої Боснії і Герцеговини створено багато культурних шарів. Їх поява і зникнення пов'язане з міграціями різних народів через територію країни.
Епоха палеоліту в Боснії і Герцеговині відзначилася найдавнішим пам'ятником палеоліту в Південно-Східній Європі — гравюрами в печері Badanj біля міста Столаць у Герцеговині . Найбільш відома, що збереглася фрагментарно, гравюра «Кінь, атакований стрілками». Ця гравюра була створена близько 14500-12000 н. е.
За часів неоліту і мідної доби в Боснії і Герцеговині відбувалося змішання середземноморських культур. Герцеговина перебувала під впливом імпресій-кераміки Західного Середземномор'я, що видно по Зеленій печері поблизу Мостара, Čairi біля Столаца, Lisičići близько Коніци і Печ Млини неподалік від Груде. Люди цього часу жили в печерах або в поселеннях на вершинах пагорбів.
З 7 століття до н. е. бронза замінюється залізом, з'явилися і предмети мистецтва, зроблені з бронзи. Культура іллірійців бронзового століття, етносу з самобутньою культурою, почала розвиватися на території сучасної Хорватії, Сербії, Боснії і Герцеговини. Іллірійські племена під впливом культур народів півночі створили свої культурні центри.
Дуже важливу роль в їхньому житті відіграв культ мертвих, що видно по їх похованнях і похоронним церемоніям В похоронних традиціях була кремація і поховання в неглибоких могилах, в той час як на півдні померлих ховали в насипних курганах. Їх розміри в Герцеговині доходили висотою до 5 метрів і шириною до 50 метрів.

### Античність

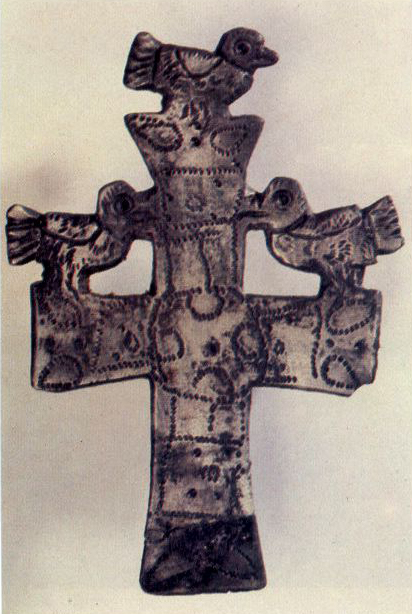
Срібна фібула хреста. 7 століття н. е. Знайдена близько біля озера Блато в Герцеговині.

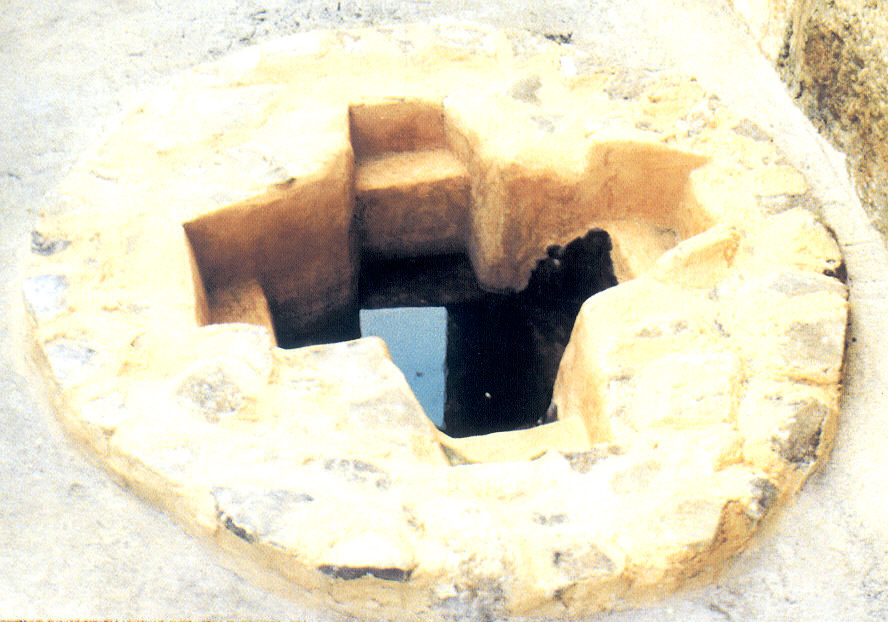
Кам'яний баптистерій. 4 століття н. е.

У дельті річки Неретви мистецтво народів перебувало під грецьким впливом іллірійської племені Даорс.
Римляни підкорили іллірійцем в першому столітті до нашої ери. Подальша історія Боснії і Герцеговини — історія Іллірійських провінцій Римської імперії і Візантії.
У Боснії і Герцеговині римляни побудували кілька невеликих храмів прикрашених скульптурними рельєфами. Так, комплекс Святилища в градації 184 року н. е. був мармуровим храмом на честь померлого імператора Марка Аврелія.
Предметами пізнього Римського мистецтва були будівлі вілл, християнські мавзолеї, собори і каплиці поблизу міста Чапліна (початок IV століття).

## Середньовічне мистецтво в Боснії і Герцеговині

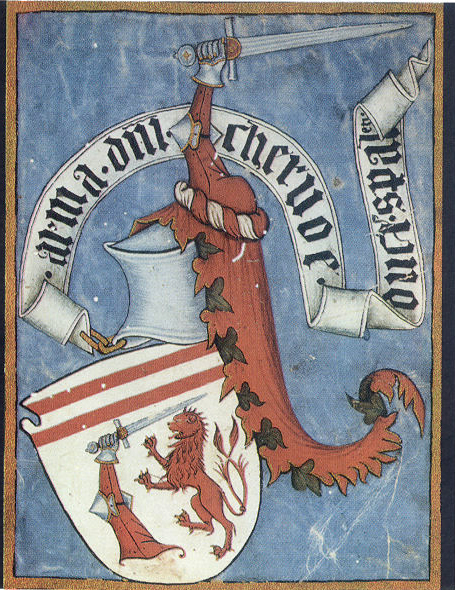
Ілюстрація з Хорватської літургійної книги, Спліт, 1404.

У Боснії і Герцеговині мистецтво романського стилю прийшло з Хорватії, але в країні використовували тільки деякі його елементи. Деякі збережені пам'ятники з елементами романської архітектури датовані більш пізнім часом. До цього стилю можна віднести надгробки в Боснії — спочатку називалися Стечки (XIV століття) або верхні частини вежі Святого Луки в місті Яйце (XV століття).
Вплив готичного мистецтва в XIV столітті спостерігається в архітектурі міст. У середньовічний період будувалися прості за формами хрестово-купольні храми (храм в Озрене), а також однонефні (в Добрунов, тисячі триста вісімдесят три), романські (в Яйце), готичні храми (в Бихач). У період турецького панування (з 1463) тут склався тип міського будинку з закритим внутрішнім двором і сходами, що ведуть на другий поверх. Малі міста зі скупченими житловими будинками мали «Сахат-кулу» (годинну вежу). У середні століття будувалися мечеті, медресе, баки, караван-сараї, мости, в тому числі такі видатні пам'ятники турецького зодчества як мечеть Хусрев-бігу (1531, архітектор Сінан) і мечеть Алі-паші (1561) в Сараєві, міст в Вишеграді (1571, архітектор Сінан).
З найдавніших часів вельмож Боснійського королівства ховали у великих некрополях біля доріг. Могили з монументальними надгробками називалися Стечки. Стечки (в перекладі мармур) будувалися з різними формами і з вигравійованими рельєфами, іноді з текстами на Боснійської кирилиці. На багатьох надгробках зображені хрести, півмісяць та ін.
Мистецтво мініатюри в XII—XIV столітті також зазнавало сербського і візантійського впливу. Відомі богомильські рукописи з наївно-фольклорними слайдами («Копітарово Євангеліє», XIV в.).

## Османське мистецтво в Боснії і Герцеговині
У 16 столітті вся Боснія входила до складу Османської імперії, вплив Ренесансу і пізнього бароко з заходу було мінімізовано. Єдиними місцями, де розвивалося західне мистецтво були самотні францисканські монастирі в Високо, Кресево, францисканський монастир в Фойніке, францисканський монастир в Кральево Сутьєска і ін.
Ісламське мистецтво процвітало аж до XIX століття.
У цей час були створені ісламські рукописи, оформлені в перськіому стилі з красивою арабською каліграфією, побудований відомий Старий міст) з аркою над річкою Неретва.
У Боснійській ісламській архітектурі кам'яні будівлі зводилися тільки для релігійних споруд, громадських будівель і укріплень. Приватні будинки будувалися з дерева, глини і соломи.
У період турецького панування народна музика на території Боснії і Герцеговини розвивалася під впливом східної музики.

## Мистецтво в Австро-Угорський період

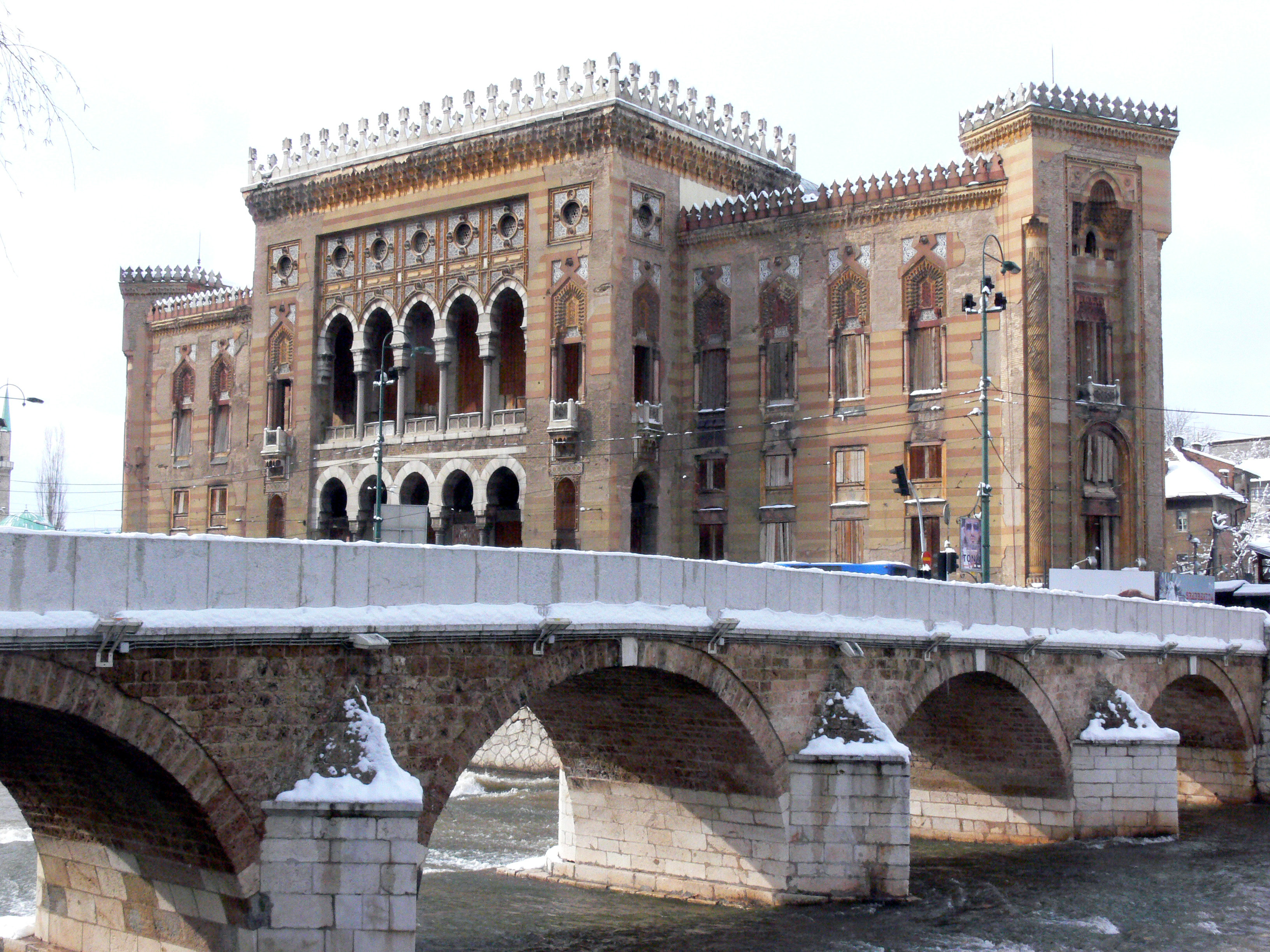
Національна Бібліотека в Сараєво

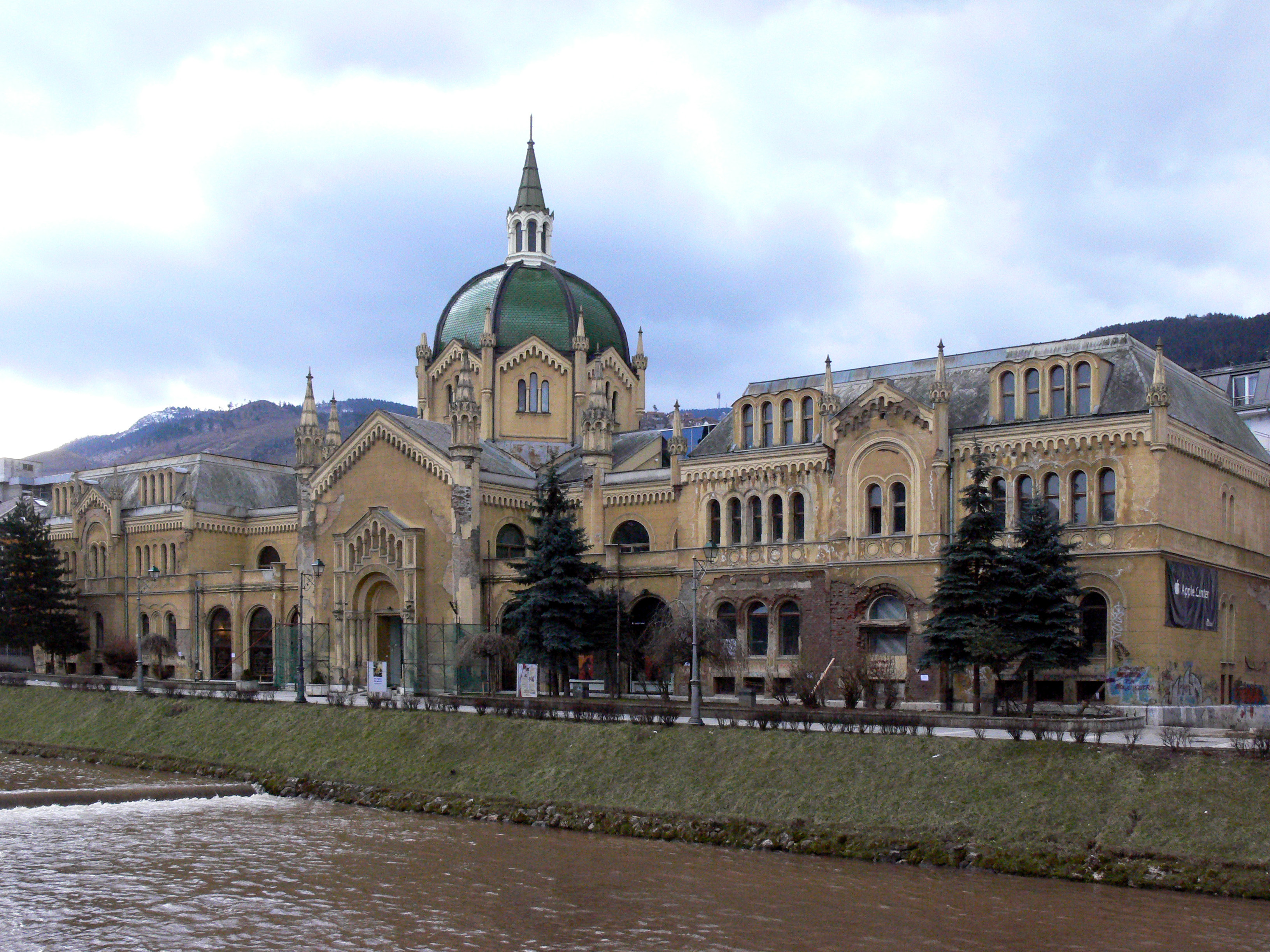
Сараєвська академія мистецтв на березі річки Міляцка

Відразу після Австро-Угорської окупації мистецьке життя в Боснії оживає. Інтенсивне будівництво цього часу було направлено на модернізацію і структурну трансформацію міст. В архітектурі розвиваються еклектичні стилі, класицизм, неоренесанс, необароко та навіть неороманський і неоготичний стилі. Стиль «Східна еклектика» («Псевдо-Мавританський стиль») існував на основі Мавританської архітектури Південної Іспанії і Єгипту. Ці стилі відбилися в архітектурі боснійських міст, що видно по спорудах в Сараєво: (Національна бібліотека і мерія), гімназія Мостар і місті Травник (будинок для людей похилого віку).
Перші боснійські художники здобували освіту в великих європейських художніх академіях в містах (Відень, Мюнхен, Прага, Краків, Будапешт і Париж). Для них виділялися стипендії таких товариств, як «Prosvjeta» і «Napredak» і ін. Творіння художників Атанасій Попович, Лазар Drljača, Gabrijel Jurkić, Бранко Радулович, Петар Чайн (Šain) і ін. створені під впливом академізму з елементами імпресіонізму, модерну, і пуантилізму.
Під владою Австро-Угорщини починає розвиватися європейська музична культура, а також чеська, словенська та хорватська музика.

## Мистецтво Югославського Королівства
Після закінчення Першої Світової Війни були організовані товариства художників Королівства Югославії (держави сербів, хорватів і словенців). Вони проводили численні виставки. Учасниками виставок були також художники Роман Петрович і Йован Bijelić.
У тридцятих роках архітектори перебували під впливом ідей функціоналізму, гуманної архітектури і Баугауза. Ці напрямки спрощували зміст і форму, будівлі будувалися без зайвої обробки, з простими вікнами (див. Колишня будівля соціального забезпечення в Мостар на Драго Іблер, 1935.).

## Мистецтво в Соціалістичній Федеративній Республіці Югославії
Після Другої Світової війни в Республіці Югославія художники знаходили своє вираження в темах революції та війни. Були створені великі пам'ятники, присвячені битвам (Сутьєска, Козара, Маклен тощо).
В країні на промисловій основі розгорнулося будівництво підприємств (в Зіниці, Ябланіце), житлових і громадських будівель, спорткомплексів (район Габрічево, філософський факультет університету в Сараєво). Існуючі традиції функціоналізму поступилися в 60-х роках місцем пластичної виразності будівель, звернення до бруталізму, декоративному застосуванню місцевих матеріалів (спортцентр «Ськендерія» і Музей народної революції в Сараєво). У 70-х роках спостерігався інтерес до використання національних художніх традицій (універмаг «Развітак» в Мостарі).
Прикладом архітектури вісімдесятих років є готель Холідей, побудований 1983 року і «Юніс» вежі-близнюки, побудовані в Сараєво 1986 року.
Розвиток отримало музичне мистецтво. 1946 року в Сараєво був створений Оперний театр, 1948 року — Симфонічний оркестр, 1962 року — Симфонічний оркестр радіо і телебачення, 1955 року відкрила двері Музична академія. У творах композиторів того часу переважали фольклорні мотиви, в дусі неокласицизму створював свої твори композитор Д. Шкерл. Серед мусульман Боснії поширені любовні пісні — так звані севдалінкі.

## Мистецтво післяБоснійської війни

«Холідей» в Сараєво, 1983, архітектор Іван Страус. Колір і розташування зробило цей будинок помітним.

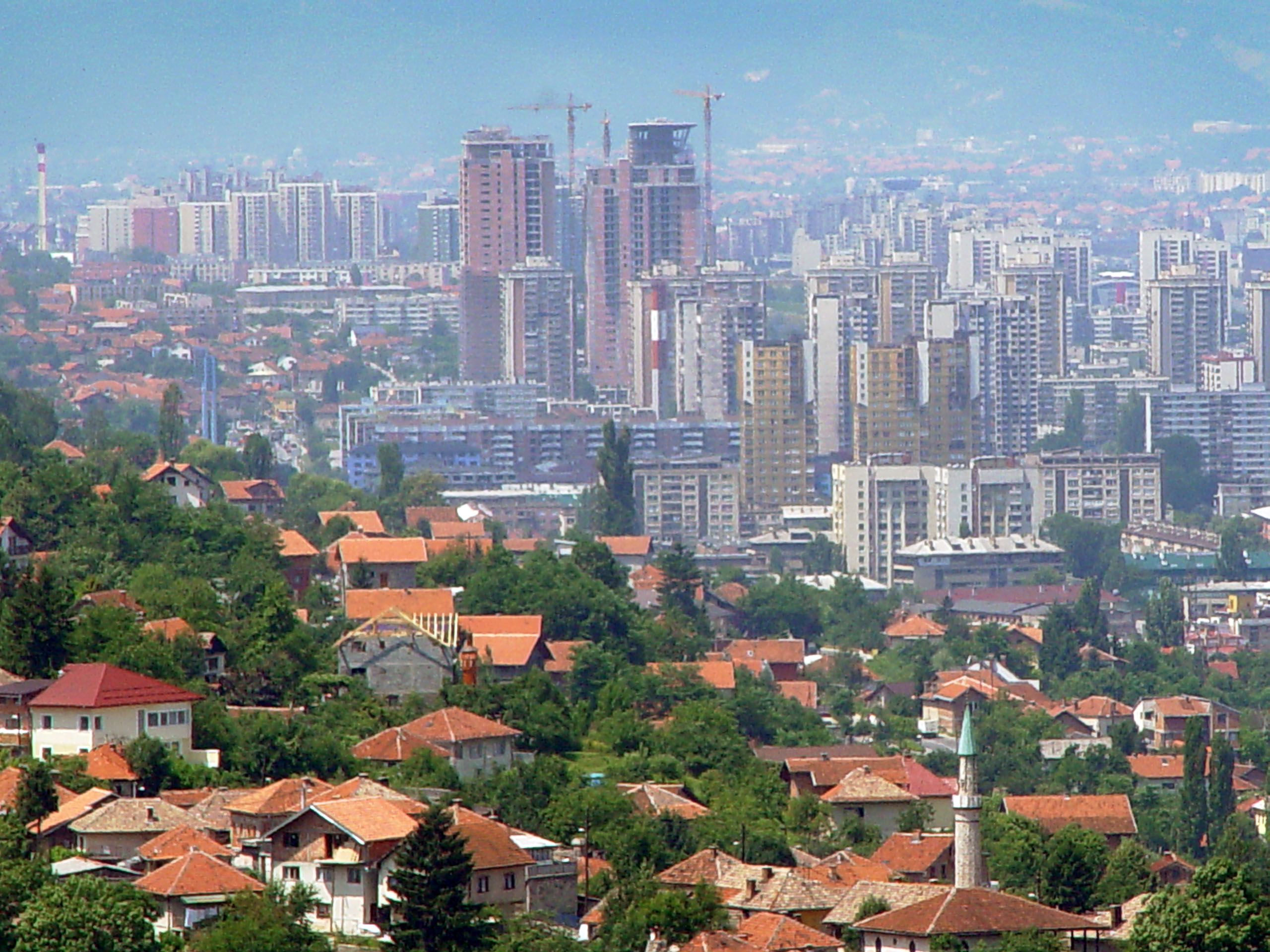
Центр міста Bosmal 1999 року

У Боснії і Герцеговині проводяться роботи по збереженню культурної спадщини. Це можна бачити по реконструкції Старого мосту в Мостарі і багатьох інших споруд культурно-історичного значення, які були пошкоджені або зруйновані під час останньої війни. Багато інших проектів, на жаль, до цього часу заморожені через політичні розбіжності і відсутність коштів.
У наступні роки після Боснійської війни спостерігався будівельний бум в Сараєво. Тут були відреставровані будівлі Патрульні вежі-близнюки, побудована вежа Аваз Твіст, яка є найвищою вежею в Боснії і Герцеговині. У будівлі розмістилася штаб-квартира популярної газети Аваз.